# Kirinyaga County
Kirinyaga County ist ein County in Kenia. Im Kirinyaga County lebten 2019 610.411 Menschen auf 1205,4 km². Die Hauptstadt ist Kerugoya und die größte Stadt ist Wanguru.

## Geografie
Kirinyaga grenzt im Osten an Embu County, im Süden an Machakos County, im Südwesten an Murang’a County und im Westen an Nyeri County. Der Mount Kenia, der dem Land seinen Namen verleiht, befindet sich in diesem Distrikt.

## Klima
Kirinyaga liegt direkt unterhalb des Mount Kenia und ist deshalb eine der feuchtesten Gegenden des Landes. Die jährlichen Temperaturen schwanken zwischen 12 °C und 26 °C bei einem Durchschnitt von 20 °C und einem jährlichen Niederschlag von etwa 1250 mm. Es gibt zwei Regenzeiten – eine längere von März bis Mai und eine kürzere von Oktober bis Dezember.

## Gliederung
| Division | Einwohner (1999) | Hauptstadt |
| -------- | ---------------- | ---------- |
| Central  | 74.068           | Kerugoya   |
| Gichugu  | 121.738          | Kianyaga   |
| Mwea     | 125.962          | Wanguru    |
| Ndia     | 135.337          | Baricho    |
| Gesamt   | 457.105          | —          |

Das County ist in vier Wahlbezirke (Mwea, Gichuga, Ndia und Kirinyaga) unterteilt.

## Bevölkerung
Die meisten Einwohner gehören der Volksgruppe der Kikuyu an. Die Mehrheit der Einwohner sind Christen römisch-katholischen oder protestantischen Glaubens. In den großen Städten Kerugoya und Wanguru gibt es einige Muslime. Knapp 70 Prozent der Bevölkerung sind Kleinbauern.
2014 betrug die Fertilitätsrate 2,3 Kinder pro Frau. Die Alphabetisierungsrate betrug 91,5 Prozent bei Frauen und 93,7 Prozent bei Männern zwischen 15 und 49 Jahren.

## Wirtschaft
Wie in den meisten Counties der Region ist die Landwirtschaft ist die Hauptwirtschaftsaktivität in Kirinyaga County. Das County ist bekannt für seine Reisproduktion im Rahmen des Mwea-Bewässerungsprogramms und ist für 50 Prozent der landesweiten Reisproduktion verantwortlich. Kaffee und Tee werden in den kühleren Gegenden der Wahlkreise Ndia, Gichugu und Kirinyaga angebaut. Weitere Kulturpflanzen in der Region sind Mais, Bohnen, Tomaten, grüne Bohnen und andere gartenbauliche Kulturpflanzen. Aufgrund der Landknappheit und der relativ hohen Bevölkerungsdichte wird der größte Teil der Landwirtschaft in geringem Umfang betrieben. In Sagana wird entlang des Flusses Sagana Fischerei betrieben.
2017 lag das Bruttoinlandsprodukt pro Kopf im County bei 162.666 Kenia-Schilling (etwa 3248 Internationale Dollar) und belegte damit Platz 14 unter den 47 Counties des Landes.